# Daverio Clementino Giovannetti
Daverio Clementino Giovannetti (Guillaumes, 5 giugno 1926 – Iglesias, 30 maggio 2014) è stato un politico e sindacalista italiano.

## Biografia

### Attività politica
Ha cominciato dal 1953 ad occuparsi della riorganizzazione della Federazione provinciale dei Minatori a Iglesias diventandone segretario del primo Congresso del 1958. Nel 1964 venne chiamato a dirigere la Camera del Lavoro di Cagliari. Nei primi anni '70 è stato eletto segretario regionale della CGIL in Sardegna.
È stato inoltre consigliere comunale e vicesindaco a Iglesias e consigliere provinciale a Cagliari.
Tra il 1972 e il 1983 ricopre la carica di senatore della Repubblica nelle file del Partito Comunista Italiano, portando all'attenzione del Parlamento le rivendicazioni degli operai del Sulcis Iglesiente.
Dopo il ritiro dalla vita politica ha scritto numerosi testi sulle storie delle lotte sindacali dei minatori e sulla storia delle miniere dell'iglesiente, tra cui E le sirene smisero di suonare. Uomini e Miniere nella Sardegna del Sulcis del 1999 e Gli anni delle lotte minerarie. Cronistoria delle battaglie politico-sindacali nel Sulcis-Iglesiente 1947-1960 del 2002.
Muore nel 2014 a 88 anni.